# 嫡系
嫡系是指家父長制中宗族、氏族的正支嫡長系血脈，代表宗族、氏族的正統傳承。嫡庶制度中，承採取「有嫡立嫡，無嫡立長」（正妻有子的話立其兒子——嫡子，沒有嫡子的話立妾所生最年長兒子——庶長子）的制度，稱為嫡長繼承制，而家主地位則正妻所生的兒子中年齡最大（嫡長子）繼承，這種由嫡長子傳承的家系，稱為嫡系。而同一宗族的其他家系則稱為庶系。